# Полет 526A на „Пан Ам“
Полет 526A на „Пан Ам“ е международен пътнически полет от летище „Сан Хуан-Исла Гранде“, Сан Хуан, Пуерто Рико, до летище „Ню Йорк Сити-Айдълуайлд“, Ню Йорк, Ню Йорк, Съединените американски щати, управляван от „Пан Ам“. На 11 април 1952 г. самолетът „Дъглас DC-4“, който изпълнява полета, се разбива в морето близо до летището в Сан Хуан след опит да бъде приводнен, когато два от четирите му двигателя отказват да работят. 52-ма пътници са убити, оцеляват 17, които заедно с членовете на екипажа са спасени от бреговата охрана на Съединените щати.
Разследването установява няколко причини за инцидента. Неадекватната поддръжка на двигател № 3 е причина за спирането му веднага след излитане, открити са и данни, че са монтирани дефектни части в двигателите. Пилотите нямат достатъчно опит в това да възстановят изкачването, без да използват цялата налична мощност, след като губят и втория двигател. Това изправя твърде високо носа на машината и въздушната скорост намалява, което поставя самолета на височина, твърде ниска за ефективно възстановяване.
След този инцидент е препоръчано да се информират пътниците за местоположението и използването на аварийни изходи и лични плавателни устройства преди полети над открити води. Капитанът е оневинен за катастрофата, а впоследствие членовете на екипажа са наградени и похвалени за добре свършената работа по време на евакуацията на пътниците.